# San Antonio Sacatepéquez
San Antonio Sacatepéquez är en kommunhuvudort i Guatemala.   Den ligger i departementet Departamento de San Marcos, i den västra delen av landet, 140 km väster om huvudstaden Guatemala City. San Antonio Sacatepéquez ligger 2 428 meter över havet och antalet invånare är 1 658.
Terrängen runt San Antonio Sacatepéquez är huvudsakligen kuperad, men söderut är den bergig. Runt San Antonio Sacatepéquez är det tätbefolkat, med 550 invånare per kvadratkilometer. Närmaste större samhälle är San Pedro Sacatepéquez, 3,6 km väster om San Antonio Sacatepéquez. I omgivningarna runt San Antonio Sacatepéquez växer huvudsakligen savannskog.